# تاریخ رومانی
تاریخ رومانی تاریخ کشور رومانی است.

## پیش از تاریخ و دوران باستان
بقایای ۳۴۹۵۰ ساله انسان‌های امروزی با ویژگی نئاندرتال‌های احتمالی در رومانی امروزی در سال ۲۰۰۲ کشف شد. سال ۲۰۱۱، بقایای انسانی قدیمی‌تر در انگلستان (کنت کاور ۴۱٫۵۰۰ تا ۴۴٫۲۰۰ سال) و ایتالیا (۴۳۰۰۰ تا ۴۵٫۰۰۰ سال) شناسایی شد اما فسیل‌های رومانی هنوز در میان قدیمی‌ترین بقایای انسان هومو ساپینس در اروپا، بنابراین آنها ممکن است نماینده نخستین افرادی باشند که وارد اروپا شده‌اند. بقایای موجود مخلوطی از ویژگیهای مورفولوژیکی باستانی، اولیه انسان مدرن و نئاندرتال است.

## جنگ‌های جهانی

### جنگ جهانی اول

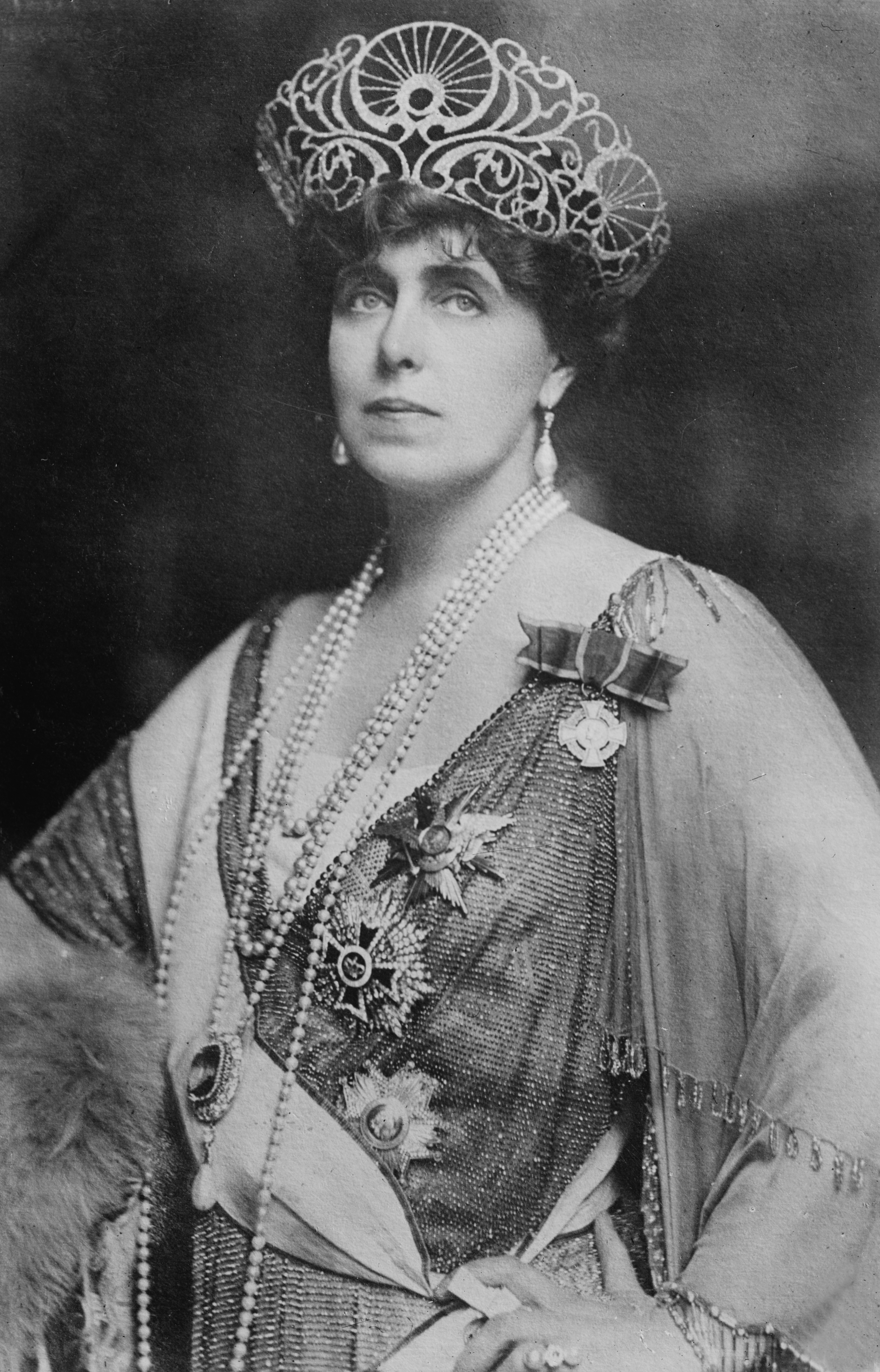
ماری ادینبورگ، ملکه رومانی در ترویج تعالیم بهاءالله، و او را پیامبری شبیه عیسی یا محمد توصیف نمود.

رومانی جنگ جهانی اول در جانب متفقین با قدرت‌های مرکز جنگید. این کشور برای راضی کردن متفقین جهت الحاق بخش بزرگی از خاک امپراتوری اتریش-مجارستان به آن، ورود و اعلان جنگ را تا روز ۲۷ اوت سال ۱۹۱۶ به تعویق انداخت. به هر صورت، در این زمان توان متفقین در نبردهای فرسایشی تحلیل رفته بود و قدرت‌های مرکز توانستند بر رومانی با نیروهای مسلحی بی‌تجربه و تسلیحاتی ضعیف متمرکز شوند. درحالی‌که رومانی کمک مستقیم از متفقین غربی دریافت نمی‌نمود، پس از سقوط نیمه غربی کشور از جمله پایتخت و بیشتر خط ساحلی دریای سیاه و از دست دادن مقادیر زیادی از نیروها، رومانیایی‌ها تنها توانستند به کمک امپراتوری روسیه، دشمن را در ناحیه دانوب سفلی متوقف کند. سال ۱۹۱۷ با خرید تسلیحات فرانسوی و کمک مستشاری آن، نیروهای مسلح رومانی بازسازی شد. رومانیایی‌ها اقدام به ضد حمله کردند و توانستند به برخی موفقیت‌های محدود دست یابند. با آغاز فروپاشی امپراتوری روسیه، رومانی اواخر این سال آخرین نیروی مؤثر در تمامی جبهه شرقی جنگ جهانی اول بود. رومانی که به صورت کامل ارتباط خود را با متحدانش از دست داده و به انزوا درآمده بود، روز ۷ دسامبر سال ۱۹۱۷ با قدرت‌های مرکز پیمان آتش‌بس امضا کرد. با این حال، دولت مستقر رومانی برای شانه خالی کردن از اجرای مفاد سختیگرانه آن ۱۸ مارس سال ۱۹۱۸ استعفا داد. با وجود سر نهادن دولت بعدی بر آن، پیمان مذکور با شکست نهایی قدرت‌های مرکز در جنگ، اجرایی نشد. رومانی برای تصاحب سهمی در غنائم جنگ، روز ۱۸ نوامبر سال ۱۹۱۸ مجدداً وارد جنگ شد. با فروپاشی امپراتوری‌های روسیه و اتریش-مجارستان، رومانی با استفاده از خلع قدرت، اراضی زیادی از آن شامل بسارابی، بوکوفینا و ترانسیلوانیا، با جمعیت غالباً رومانیایی، را به سلطه خود درآورد. مالکیت رومانی بر این اراضی توسط پیمان‌های صلحی که به جنگ جهانی اول پایان داد، پس از جنگ به رسمیت شناخته شد. بدین شکل رؤیای ملی‌گرایان در تحقق «رومانی بزرگ» برآورده گشت. به هر صورت این اراضی اقلیت قابل توجهی از جمعیت اسلاو، مجارستانی، بلغاری و آلمانی را در خود داشت که سرزمین اصلی آن‌ها به دنبال پس گرفتن آن‌ها بود.

### جنگ جهانی دوم
در پی شکست فنلاند در جنگ زمستان در ماه مارس سال ۱۹۴۰ از شوروی، وزنه حامیان نزدیکی به آلمان به منظور تضمین تمامیت ارضی این کشور در مقابل تهاجمات را در دولت رومانی سنگین‌تر کرد. در پی این مسئله همکاری‌های تجاری دو کشور افزایش یافت. همان ماه شوروی به شکل رسمی ادعای خود بر ناحیه بسارابی را تجدید کرد. این مسئله در کنار موفقیت‌های نظامی آلمان، فشار بر حاکمیت رومانی را افزایش داد و حفظ بی‌طرفی را برای آن دشوارتر نمود. در نگاه بسیاری، رومانی در این هنگام در شرایطی بود که اگر مورد حمله قرار می‌گرفت، متفقین غربی قادر به کمک‌رسانی به آن نبودند. از طرفی گمان می‌رفت اگر رومانی تلاش به همکاری نظامی با فرانسه یا بریتانیا بکند مورد هدف اقدام پیش‌دستانه آلمان واقع خواهد گشت. ماه مه با یورش آلمان به هلند و بلژیک، دو کشور بی‌طرف، حاکمان رومانی به روشنی دریافتند که دیگر نمی‌توانند بی‌طرف باقی بمانند. پیروزی حیرت‌انگیز آلمان بر فرانسه، گزینه متفقین را برای رومانی به‌کلی مردود و نزدیک شدن به آلمان را برای آن غیرقابل اجتناب کرد. از میانه ماه مه شوروی و مجارستان شروع تجمیع نیروهای خود در مرزهای خود با رومانی نمودند. در نهایت رومانی در مقابل تهدید همسایگان تصمیم قطعی به روی آوردن به آلمان گرفت. روز ۲۰ مه گئورگه تاتارسکو، نخست‌وزیر رومانی به ویلهلم فابریکیوس، سفیر آلمان در بوخارست، اعلام کرد رومانی حاضر است در قبال دریافت تضمین در مقابل تهدید شوروی، سیاست خارجی خود را متعهد به آلمان کند. با این وجود، پاسخ روز ۲ ژوئن یواخیم فن ریبنتروپ، وزیر خارجه آلمان، از رومانی خواست به همسایگان خود، به ویژه شوروی، امتیازات ارضی اعطا نماید. آنچه رومانی از آن بی‌خبر بود به رسمیت شناخته‌شدن ادعای شوروی بر بسارابی در ضمیمه سِری پیمان عدم تعرض بین آلمان و شوروی بود. بر این مبنا، روز ۲۶ ژوئن سفیر رومانی در مسکو احضار و مراتب ضرب‌العجل رسمی شوروی جهت بازپس‌گیری بسارابی و بوکوفینای شمالی به او ابلاغ گردید. این ضرب‌العجل تنها ۲۴ ساعت به رومانی فرصت پاسخ داد. رومانی به دنبال کمک دست به دامان آلمان شد اما برلین به این کشور توصیه کرد شرایط شوروی را بپذیرد. رومانی که خود را مستعسل از هر گونه مقاومت می‌دید، تسلیم خواسته‌های شوروی شد و اراضی با حدود ۵۰ هزار کیلومتر مربع مساحت و ۳٫۷ میلیون نفر جمعیت را تحویل آن داد. اقدام شوروی برای دستیابی به خواسته‌هایش با تهدید به استفاده از زور ناقض معاهدات بین‌المللی بود که هر دو کشور امضا کننده آن بودند. بوکوفینای شمالی درحالی ضمیمه شوروی شد که این ناحیه هیچگاه بخشی از امپراتوری روسیه نبود و اکثریت جمعیت آن را رومانیایی‌ها تشکبل می‌دادند.
کمتر از دو هفته پس از آغاز عملیات بارباروسا، تهاجم آلمان به شوروی، رومانی نخستین متحد نیروهای محور آلمان بود که در جانب‌داری از آن وارد جنگ با شوروی شد.